# Château de Champlevois
Le château de Champlevois, est un ancien castel féodal, sur les ruines d'une antique maison-forte, qui contrôlait une ancienne voie romaine. Ce château est sur la commune de Cercy-la-Tour, dans le département de la Nièvre, au bourg de Champlevois. Exploitation agricole. Propriété privée, ne se visite pas.

## Situation
À 14 km à l'Est de Decize par la RD 478 et à proximité de la route allant au bourg de Cercy-la-Tour.

## Historique
Maison forte sur un coteau, un peu à l'écart du bourg de Champlevois, elle est mentionnée pour la première fois en 1256. Son propriétaire au début du XIVe siècle était Guillaume de la Perrière, et elle fut remaniée en 1475 par Jean de Ferrières, puis au début du XVIe siècle par son petit-fils
C'est vers 1475 que Guillaume de Ferrières fit faire des remaniements importants à sa demeure et au début du XVIe siècle son petit-fils en fit faire d'autres.
Par alliance matrimoniale cette demeure passa en 1566 à Jean de La Fin, chambellan de l'hôtel d'Henri III

## Architecture
Un corps de logis rectangulaire, flanqué au sud-est en retour d'angle d'une tour carrée. L'ensemble était entouré de douves aujourd'hui en grande partie comblées.

### Logis seigneurial
Corps principal s'élevant sur deux niveaux en briques cuites, avec un soubassement taluté daté du XIVe siècle. Très épais, ce soubassement est percé de deux archères canonnières. Les deux caves, comportent des travées de voûtes surbaissées dont les nervures prismatiques retombent sur des colonnes engagées. L'ensemble est pourvu sur les deux façade de fenêtres à croisillon en pierre moulurée, ainsi que par des baies étroites à traverse dont certaines surmontées d'un arc à accolade. Une porte moulurée à piédroits prismatiques sur la façade sud, tandis que sur celle du nord se trouvent deux canonnières. Toit polygonal à longs pans, recouverts en ardoises
La Tour
Elle comportait autrefois des échauguettes dont subsistent les culots moulurés. Elle fut très remaniée dans sa partie haute. Au nord-est se trouve un porche en plein cintre au-dessus duquel se trouve encore le logement des bras du pont-levis en permettant l'accès par une porte charretière et une piétonne. L'assommoir existe toujours sous la voûte, au-dessus de laquelle se trouve la salle des gardes comportant une fenêtre à croisillons de pierre mouluré dont l’allège est ornée d'un écusson quadrilobe illisible. Toit recouvert en tuiles plates.
Tourelle d'escalier
Construite hors d'œuvre en brique, elle est à trois pans à chaînages d'angle en pierres harpées. Escalier à vis avec jour.

### Communs
Bergerie

### Cour
à l'ouest, subsiste une partie d'une aile qui fut transformée et dénaturée par des soucis d'économie pour la réalisation des besoins de l'exploitation agricole. On y trouve une porte moulurée en anse de panier, ainsi que deux fenêtres à croisillons en pierre moulurée qui furent murées.

## Seigneurs et propriétaires successifs
- XIIIe siècle-XVe siècle  - Maison de Digoine[2]
  - Philippe de Digoine (†.av 1291), époux de Mabille d'Arcy, seigneur de Champlevois
  - Hugues de Digoine, fils du précédent, époux de Yolande N...
  - Philippe de Digoine († av. 1353)[3], époux de Agnès de Boisjardin.
  - Hugues de Digoine († av 1371), époux de Alips La Vert
  - Philibert de Digoine, époux de Marguerite de La Rochette dame de Demain
- XIVe siècle - Guillaume de Digoine de La Perrière (à distinguer des La Perrière, à Etang : cf. Verneuil)
- 1555 - Maison de Ferrières en Auxerrois[4], avec Guillaume III de Ferrières sire de Champlevois et de Presles († vers 1466/1471), bailli de Beaujolais, capitaine de Château-Chinon, conseiller-chambellan du duc du Bourbonnais et d'Auvergne, au service des ducs Charles et Jean II. Son fils Jean Ier de Ferrières fut conseiller-chambellan des ducs Jean II [qui lui donna sa fille naturelle en mariage : Marguerite (1445 † vers 1482), bâtarde de Bourbon, légitimée en 1464, mariée en 1462, sa 1re femme ; Jean épousa ensuite Marie Damas de Maligny] et Pierre II de Bourbon ; il fut aussi bailli de Beaujolais et mourut vers 1497. À Jean Ier succédèrent deux de ses fils issus du 2e lit (un 3e fils, Louis, fut abbé de Pontigny en 1517-1525 ; leur sœur Catherine maria sans postérité Louis de Jaucourt-Dinteville, et leur demi-sœur aînée Perrette de Ferrières, fille de Marguerite de Bourbon, convola avec Claude de Saint-Trivier en Dombe, d'où postérité) :
  - Philippe († entre 1523 et 1534 ; sire de Presles et Ferrières, il acquiert Usselot et Villeprenoy), père de François († vers 1543) et Christine de Ferrières (x Jacques Aux-Epaules, d'où François Aux-Epaules, sire de Pizy, L'Isle-sous-Montréal, Presles et Ferrières, mari de Gabrielle de Laval de Nesle de Joigny) ;
  - Quant à Champlevois et Maligny, ils passent au frère puîné de Philippe, autre François de Ferrières († vers 1544), mari de Louise de Vendôme-Montoire-La Châtre (des vidames de Chartres ; née vers 1500-† 1548/1553), père du vidame Jean II de Ferrières (né vers 1520-† 1586) et de Béraude de Ferrières († 1618) qui transmet le vidamé, Champlevois et Maligny à son fils, le dernier vidame héréditaire de Chartres Prégent de La Fin (~1559-1624), né de son 2e mari épousé en 1559, Jean II de La Fin de Beauvoir († 1599 ; fils aîné de Jean Ier de La Fin et de Madeleine de Salins de La Nocle).
- 1566-1587 - Jean de La Fin
- 1587 - Jacques Bretagne
- XVIIe siècle - de La Fin

## Iconographie
- Robert Pommery : aquarelles de différentes vues du château (publiées dans la Camosine no 154)